# Colkirk
 (juillet 2023).
Colkirk est une paroisse civile et un village du Norfolk, en Angleterre.